# كيم جونغ هيون
كيم جونغ هيون (8 أبريل 1990 – 18 ديسمبر 2017) يُعرف باسمه المختصر جونغ هيون،  مغني وكاتب أغاني ومنتج موسيقي ومذيع راديو ومؤلف كوري جنوبي تابع لوكالة إس إم إنترتينمنت. كان المغني الرئيسي في فرقة الفتيان الكورية الجنوبية شايني لمدة تسع سنوات، حيث أصدر إثني عشر ألبوما باللغة اليابانية والكورية مع الفرقة. وقد شارك أيضًا في المجموعة إس إم ذا بالاد لإصدار أسطوانتين مطولتين.
أصبح جونغ هيون أيضًا فنانًا منفردًا ابتداءً من 12 يناير 2015، حيث أصدر أول أسطوانة مطولة له بعنوان بايس، وقد تصدّر الألبوم المرتبة الأولى على مخطط بيلبورد العالمي للألبومات ومخطط غاون للألبومات. في 17 سبتمبر من السنة ذاتها، أصدر جونغ هيون ألبوم تجميعي بعنوان ستوري اوبي.1. وتم إصدار أول ألبوم استوديو له في 24 مايو 2016 بعنوان شي اس، وتُبع بألبومه التجميعي الثاني ستوري اوبي.2 في 23 أبريل 2017. بدأ جونغ هيون جولة حفلاته الموسيقية المنفردة والتي كانت بعنوان «القصة بحكاية جونغ هيون» في 2 أكتوبر 2015. وتُبعت هذه الجولة بثلاث جولات موسيقية أخرى في السنوات التالية. كان يعتبر جونغ هيون واحدًا من أفضل المطربين في كوريا الجنوبية. كما أنه تلقى المديح على سيطرته الفنية ومشاركته في إنشاء موسيقاه، الأمر الذي يعد نادرًا في موسيقى البوب الكورية.
ظلَّ جونغ هيون نشطًا موسيقيًا كمغني رئيسي في فرقة شايني وكفنان منفرد حتى موته في 18 ديسمبر 2017، منتحرا عن طريق التسمم بأحادي أكسيد الكربون. أُصدر ألبومه الأخير بوت ارتست بعد وفاته في 23 يناير 2018.  تم الإعلان قبل إصدار الألبوم أن جميع الأرباح سوف تقدم لأم جونغ هيون وسوف تستخدم لإنشاء مؤسسة خيرية.
 في سبتمبر 2018، تم إنشاء مؤسسة شاينين من قِبل عائلة جونغ هيون لمساعدة الفنانين الشباب الذين يواجهون صعوبات في مجال الفن.

## السيرة

### 2005–2014: بداية مهنته
اكتشفت إس إم إنترتينمنت جونغ هيون في 2005 عندما كان في الخامسة عشر من العمر بعد عزفه في مهرجان أغاني مع فرقته الموسيقية المدرسية. وبعد أن تم تدريبه لدى إس إم إنترتينمنت، ظهر جونغ هيون لأول مرة كعضو في فرقة الفتيان شايني، المكونة من 5 أعضاء، في 25 مايو 2008 على برنامج إنكيغايو الذي يعرض على قناة إس بي إس. بدأ جونغ هيون في 2009 بالمساهمة في فرقته ككاتب أغاني وبذلك كتب كلمات أغنيتهم الكورية الرابعة المنفردة «جولييت»، والتي أضيفت إلى أسطوانتهم المطولة الثانية روميو. قال جونغ هيون أن مصدر إلهام كان الفلم الكلاسيكي روميو وجولييت و أراد كتابة قصة رومانسية «ستجعل الجميع يشعرون بالاهتمام لكن أيضاً قصة تماثل الجميع».
في أكتوبر 2010، كان جونغ هيون واحد من العشرين مغنياً الذين جاؤوا من مختلف الفرق الموسيقية الكورية الجنوبية لسجلوا أغنية «لتس غو» التي روّجت لقمة مجموعة العشرين 2010 الخامسة في سيؤول. وقد ساهم جونغ هيون في غناء الأغنية مع إي سونغ من من فرقة سوبر جونيور وسوهيون من غيرلز جينيريشن ولونا من إف إكس، زملائه من الوكالة ذاتها. وفي نوفمبر 2018، شارك جونغ هيون مع جاي من فرقة تراكس و تشو كيو هيون من فرقة سوبر جونيور و جينو (الذي يعرف الآن باسم جينهو وينتمي حاليًا لفرقة بينتاغون) في إس إم ذا بالاد، مجموعة شُكلت من قبل إس إم إنترتينمنت لتركيز على أغاني البلاد و الآر أند بي المعاصر. أصدرت المجموعة أول أسطوانة مطولة لهم بعنوان مس يو في 29 نوفمبر 2010.
ظهر جونغ هيون في يونيو 2011 على برنامج أغاني خالدة: غناء الأسطورة الذي يعرض على كي بي إس، والذي هو برنامج مسابقات تلفزيوني يقوم المغنون فيه بأداء نسخة جديدة من أغنية قديمة لـ«مغنين أسطورة»، وقد فاز على يي سونغ من فرقة سوبر جونيور، والذي هو زميله في الوكالة ذاتها في الجولة الأولى، لكنه ترك البرنامج بعد الحلقة الأولى بسبب جدوله المزدحم. تعرض البرنامج لاحقًا لانتقادات من المشاهدين الذين ادعوا أن عملية إقصاء البرنامج للمشاركين قاسية جداً وأن ذلك جعل جونغ هيون يبكي على خشبة المسرح.
ظهر جونغ هيون لأول مرة في أكتوبر 2013 كملحن لأغنية «ا غلومي كلوك» والتي أُضيفت إلى الألبوم الكوري الثالث مودرن تايمز للمغنية آي يو. شارك جونغ هيون أيضًا في كتابة الأغنية التي أعطاها لـ آي يو باعتبارها صديقته، وأطلق عليه مسمى أغنية ثنائية. وبعد شهرين في ديسمبر، أصدرت سون دام بي أغنية «رد كاندل» التي لحنها وكتبها جونغ هيون.
بعد انقطاع دام أربع سنوات، عادت مجموعة إس إم ذا بالاد في 4 فبراير 2014 بتشكيلة جديدة وأسطوانتهم المطولة الثانية بريث. أدى جونغ هيون الأغنية الرئيسية «بريث» بالتعاون مع كم تاي يون من فرقة غيرلز جينيريشن. وفي يوليو 2014، ظهر جونغ هيون لأول مرة كمذيع راديو في برنامج إم بي سي بلو نايت الذي كان يذاع على قناة إم بي سي. قالت إم بي سي أنها اختارت جونغ هيون كمذيع بسبب تفانيه في الأنشطة المتعلقة بالموسيقى وشغفه بالموسيقى. وفي أغسطس 2014، اصدر إي تاي من، الذي أيضًا تابع لفرقة شايني، أول أسطوانة مطولة له بعنوان ايس، والتي شارك في إنتاجها جونغ هيون بكتابة كلمات أغنية «برتي بوي».

### 2015–2016: بايس، ستوري أوبي.1 وشي اس

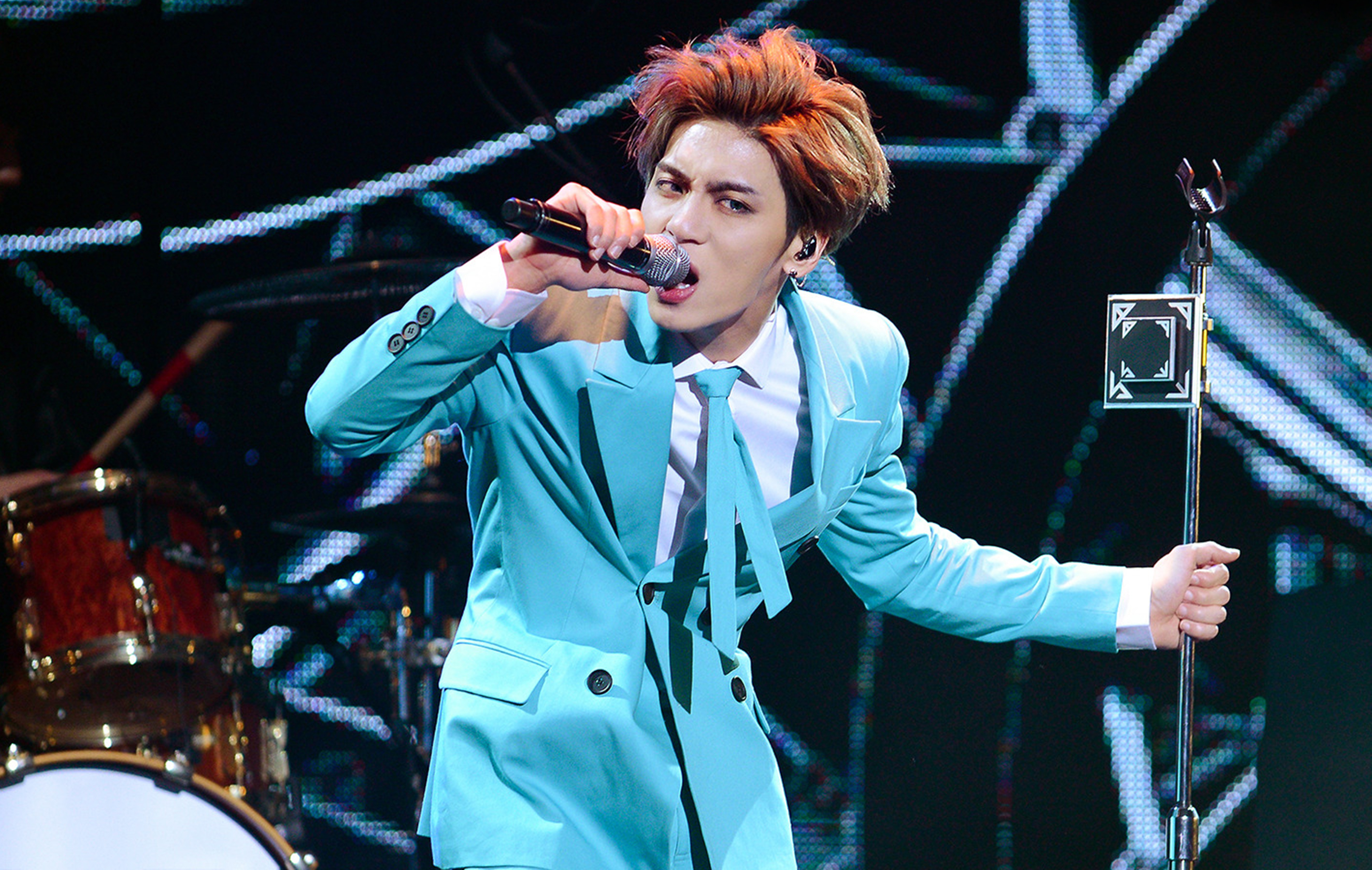
جونغ هيون أثناء أدائه في حفل استعراض ألبومه الأول بايس في يناير 2015.

ظهر جونغ هيون لأول مرة في 12 يناير 2015 كمغني منفرد بعد إصداره لأول أسطوانة مطولة بعنوان بايس. كانت الأغنية الرئيسية في الأساس هي «كريزي (غلتي بليجر)» ذات نبضة موسيقية تصاعدية والتي كتب كلماتها جونغ هيون. وقد سمّيت الأغنية «دايجا-بو» التي أُصدرت قبل الألبوم كالأغنية الرئيسية الثانية بعد أن حازت على مراكز عدة في المخططات الرقمية. شارك زيون تي في تلحين موسيقى أغنية «دايجا-بو». 
وقد تلقى الألبوم الأول لجونغ هيون على إشادة من النقاد ولُفت الانتباه لمشاركته في العملية الإبداعية للألبوم والتعاون المتعدد مع الفنانين ليسوا تحت وكالة إس إم إنترتينمنت، بما فيهم ين ها و ويسونغ و زيون تي. وقد تصدّر الألبوم المرتبة الأولى في كلاً من مخطط بيلبورد العالمي للألبومات ومخطط غاون للألبومات. أكدت شبكة تلفزيون إمنت في 10 يناير أن جونغ هيون سيظهر في الحلقة الأولى من الموسم الثاني للبرنامج الترفيهي 4 ثنقز شو. وقد ظهر إي تاي من ودافيتشي و كانغ مين كيونغ و زيون تي كأصدقاء جونغ هيون في خلال الحلقة.
في مارس من 2015، لحن وكتب جونغ هيون أغنية «بليبوي» والتي تم إدراجها في الألبوم الكوري الثاني إكسوداس لفرقة إكسو. وبعد ذلك بشهر، في أبريل، أصدرت ليم كيم أسطوانتها المطولة الثالثة سيمبل مايند، والتي احتوت على أغنية «نو مور» التي لحنها وكتبها جونغ هيون. وقد قام جونغ هيون أيضاً بالمشاركة في الإخراج الصوتي لجميع الأغاني المذكورة سابقًا.
وفي أكتوبر من ذلك العام، ظهر جونغ هيون في أول حلقة لبرنامج شبكة تلفزيون إمنت «منثلي لايف كونيكشن»، والذي كان يحضر فنانين من خلفيات موسيقية مختلفة ليتشاركوا في إصدار أغنية واحدة. أصدر جونغ هيون الأغنية المنفردة «الفيتر» في 14 من أكتوبر كجزء من البرنامج التلفزيوني. وبعد ذلك، تشارك جونغ هوين مع غو يونغ باي من فرقة سوران لصنع الأغنية المنفردة «آي غس ناو اتس ذا فول» ومع المغني وكاتب الأغاني جونغ جون يونغ لصنع الأغنية المنفردة «أيول».

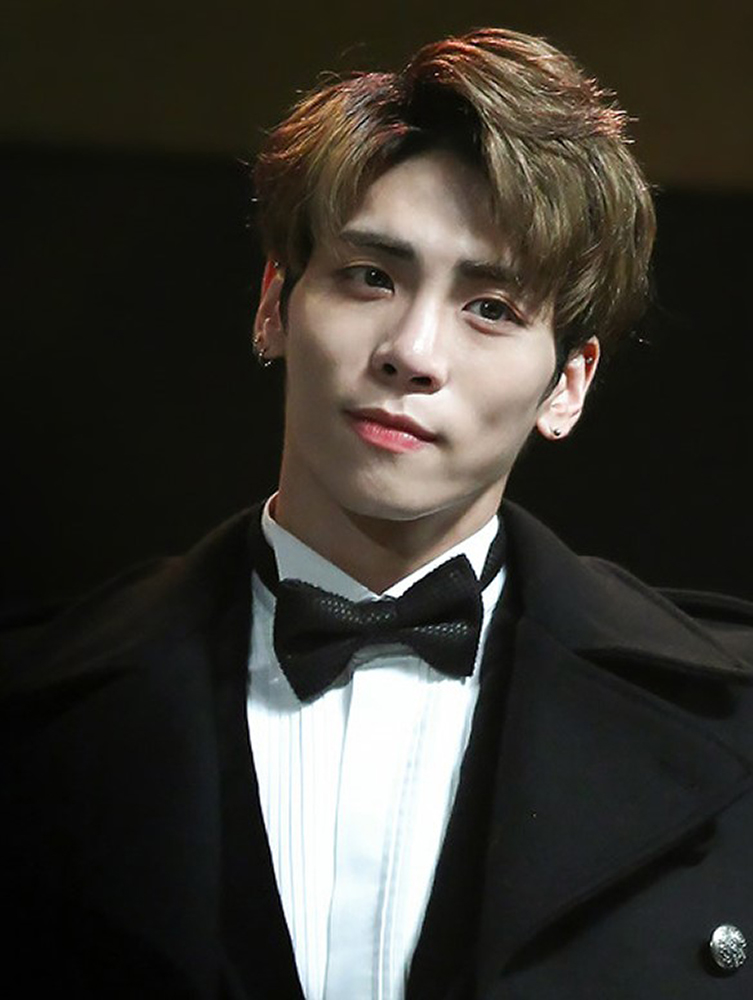
جونغ هيون في 2016 في حفل جوائز الثقافة الشعبية الكورية والفنون

في أغسطس 2015، أقام جونغ هيون أول حفل موسيقي منفرد له بعنوان ذا ستوري باي جونغ هيون، كجزء من سلسلة حفلات إس إم إنترتينمنت الموسيقية بعنوان ذا اقيت. أدى جونغ هيون أغاني من أسطوانته المطولة الأولى وأصدر ألبوم تجميعي جديد للأغاني المسجلة في برنامجه الإذاعي «إم بي سي بلو نايت». أصدر الألبوم التجميعي ستوري اوبي.1 في 17 سبتمبر 2015. بعد إصدار الألبوم، أقام جونغ هيون 12 حفلاً موسيقيًا تم بيع تذاكرهم بالكامل بعنوان ذا ستوري باي جونغ هيون في أوكتوبر. وقد ظهرت قي كل حفلة موسيقية ضيف مختلف، بما فيهم أونيو و إي تاي من من شايني و آي يو و زيون تي و تشوي جونغ إن و ليم كيم و اوكسانغ دالبيت و كوفي بوي و ناين و لي جي هيونغ و سوران و الشاعر ها سانغ ووك.
نشر جونغ هيون كتابًا في سبتمبر بعنوان سكلتون فلور: ثينغس ذات هاف بين رليزد اند ست فري، والذي تحدث عن تجاربه مع تأليف الأغاني وإلهاماته. وفي ذلك الشهر ذاته، عرض جونغ هيون فقرة في برنامجه الإذاعي أصدر فيها تسع أغاني إما كتبها ولحنها بالكامل أو كتبها بمساعدة مجموعته التأليفية ويفريكس. في أكتوبر من عام 2015، تم اختيار جونغ هيون كأحد أفضل خمس مطربي بوب كوري من خلال دراسة استقصائية قام بها 40 مسؤولين مجهولين في مجال الموسيقى.
لحّن وكتب جونغ هيون أغنية «اولردي» للألبوم المنفرد الكامل برس ايت للمغني إي تاي من والذي أصدر في فبراير 2016. وقام أيضًا بتلحين وكتابة الأغنية «بريث» لألبوم إي ها إي الذي بعنوان سوليت والذي اصدر في مارس 2016. وقد أصدر جونغ هيون الأغنية المنفردة بالتعاون مع هيريتاج بعنوان «يور فويس» في 18 مارس 2016 كجزء من مشروع إس إم ستيشن لوكالة إس إم إنترتينمنت.
وفي 24 مايو 2016، أصدرت وكالة إس إم إنترتينمنت الألبوم الاستوديو هي الأول لـ جونغ هيون بعنوان شي اس، والذي تكون من 9 أغاني معظمها كتبها ولحنها جونغ هيون. يضمن الألبوم أنواع موسيقية مختلفة، بما في ذلك موسيقى الإليكترو و الموسيقى الرقص الإلكترونية وموسيقى ريذم أند بلوز. قال جونغ هيون أنه «يمكن للناس الشعور بشغفه كمغني وكاتب أغاني أكثر» في ألبوم شي إس.

### 2017–2018:ستوري أوبي.2وبوت | ارتست
في 9 مارس 2017، أكدت إذاعة إم بي سي أن جونغ هيون سوف يترك منصبه كمذيع برنامج إم بي سي بلو نايت. وقد جاء القرار بعد نقاش مطوّل بين جونغ هيون وموظف البرنامج الذي صرح، "ذلك مخيب للأمل، لكن لأن الجولات الموسيقية التي ستقوم بها شايني في اليابانية وأمريكا الشمالية على وشك أن تبدأ، قرر المغادرة." في مقابلة مع مجلة اسكواير، وصف جونغ هيون التجربة بأنها نقطة تحول في حياته وقد كان الراديو مساحة يمكنه استكشاف أمور جديدة فيه والتعبير عن نفسه والتواصل مع الجمهور على مستوى أعمق: ''في السابق، أعتقد أنني كنت أكثر راحة بكون "المغني كيم جونغ هيون.” [...] لأنها كان ما اعتدت عليه أنا و[الجماهير]. لكن ذلك تغيير عندما بدأت بالتقديم في الراديو. عندما بدأت بالتعبير عن جانبي الإنساني للآخرين، أصبحت [أكثر] راحة مع صورة كيم جونغ هيون التي كشفت عنها عبر الراديو.'' وقد استمتع أيضاً بالروتين الذي جاء مع تقديم برنامج إذاعي في منتصف الليل. أعطاه ذلك شعورًا بالاستقرار، وهو أمر نادر في صناعة الترفيه.
أصدر جونغ هيون ألبومه التجميعي الثاني ستوري اوبي.2 في 23 أبريل 2017. أقام جونغ هيون سلسلة مكونة من 20 حفل موسيقي بعنوان ذا اقيت (ذا ليتر)، بين مايو ويوليو 2017 في 
قاعة إس إم تاون كوايكس ارتيوم في سول. في الأصل تم التخطيط لإقامة 12 حفلة موسيقية فقط، لكن جونغ هيون قرر عقد ثمانية حفلات إضافية بعد أن طلب المعجبون المزيد من العروض. وشملت الحفلات أغاني من الألبوم ستوري اوبي.2 وجذبت حضور 14000 معجب.
في 9 و 10 ديسمبر 2017، قام جونغ هيون بحفل موسيقي بعنوان انسباير في نادي الأولمبيات لكرة اليد في كوريا الجنوبية. وفي نفس الوقت تقريباً، كان يعمل أيضاً على ألبومه الجديد، الذي كان سوف يصدر في يناير 2018، وقد انتهى أيضاً من تصوير الفيديو الموسيقي للأغنية الرئيسية. تم إصدار الألبوم بوت ارتست في النهاية بعد وفاته في 23 ينانير 2018، ومُنحت جميع أرباح مبيعات الألبومات لأم جونغ هيون لإنشاء مؤسسة خيرية «لمساعدة الذين يعيشون في ظروف صعبة». ظهر ألبوم بوت | ارتست في المرتبة 177 على مخطط بيلبورد 200 مع 5000 وحدة ألبوم مكافئة، والذي جعل جونغ هيون أحد فناني البوب الكوري القلائل الذي أحرزوا مرتبة على المخطط.

## الحياة الشخصية

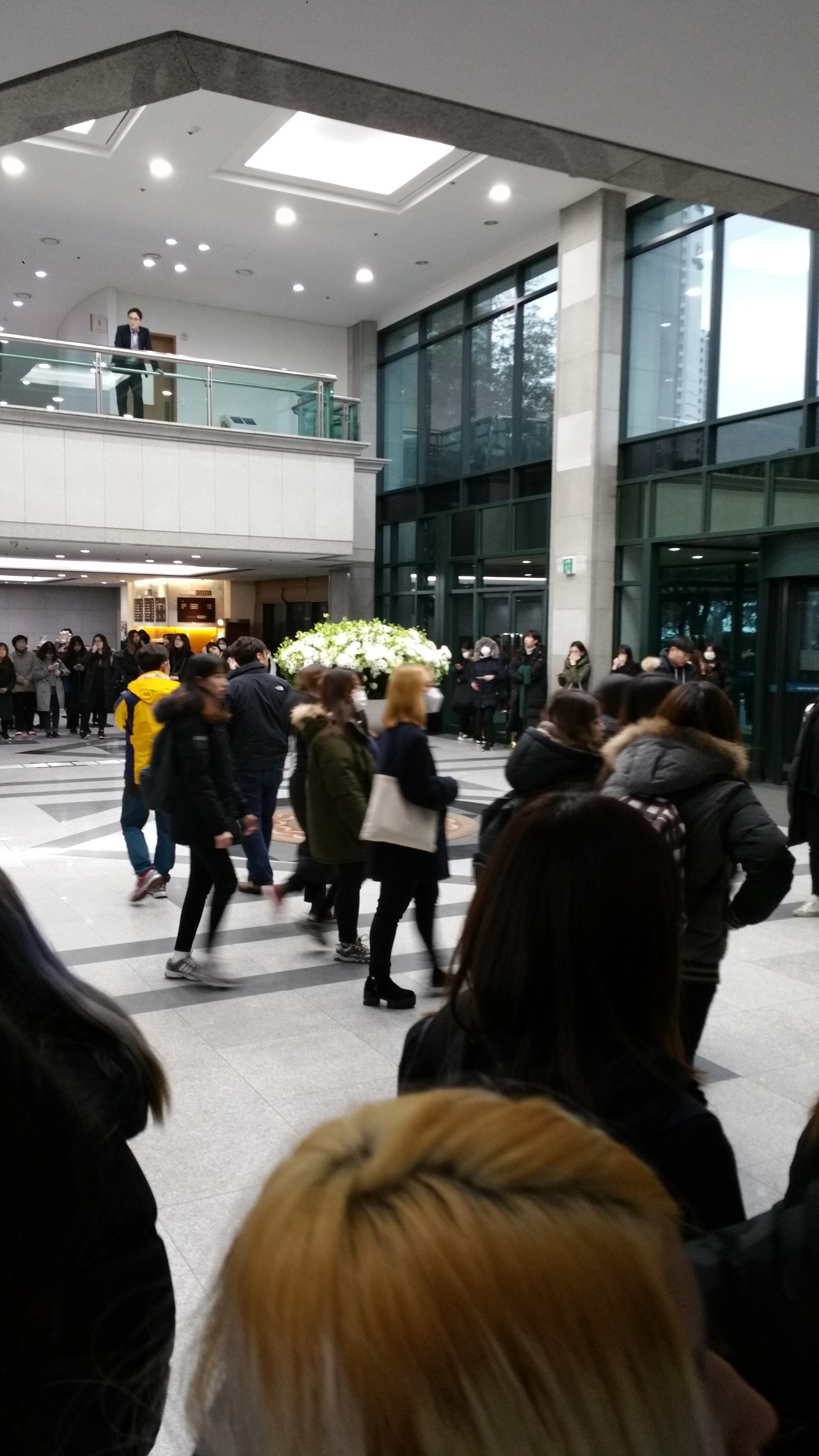
جنازة كيم جونغ هيون

ترك جونغ هيون المدرسة الثانوية في الصف العاشر لمتابعة مهنته الموسيقية. ومع ذلك ، التحق بجامعة تشونغ وون في وقت لاحق لكنه انتقل إلى جامعة ميونغجي وحصل على درجة الماجستير في السينما والدراسات الموسيقية.
في أبريل 2013 ، تعرض جونغ هيون لحادث سيارة وأصاب أنفه. ذكرت شركة إس إم إنترتينمنت أنه خضع لعملية جراحية عقب الحادث، وأنه قد تخلف عن معظم العروض الترويج لألبومهم الثالث واي سو سيريس، وشارك فقط في الأسبوع الأخير.
في ديسمبر 2013، غيّر جونغ هيون صورته الشخصية على تويتر إلى صورة رسالة كتبتها طالبة محتجة متحولة جنسياً ومزدوجة الميول الجنسي لإظهار الدعم نحو الاحتجاج الذي كان يركز على تسليط الضوء على عدم المساواة الاجتماعية في كوريا الجنوبية. كانت تلك رسالة تنتقد الضيق الثقافي للبلاد والتأكيد على المعايير الاجتماعية والتعصب على مجتمع الإل جي بي تي. كما أن جونغ هيون تواصل مع الطالبة وشكرها على التحدث عن موقفها والتعبير عن أن «الاختلاف لا يعني خطأ». وقد أثار هذا الدعم بعض الردود الإيجابية والسلبية من الجمهور. وبفعل ذلك، تلقى جونغ هيون ردودًا افترائية من آي إل بي إي بحجة أنهم أعضاء في نادي معجبين شايني.

## وفاته

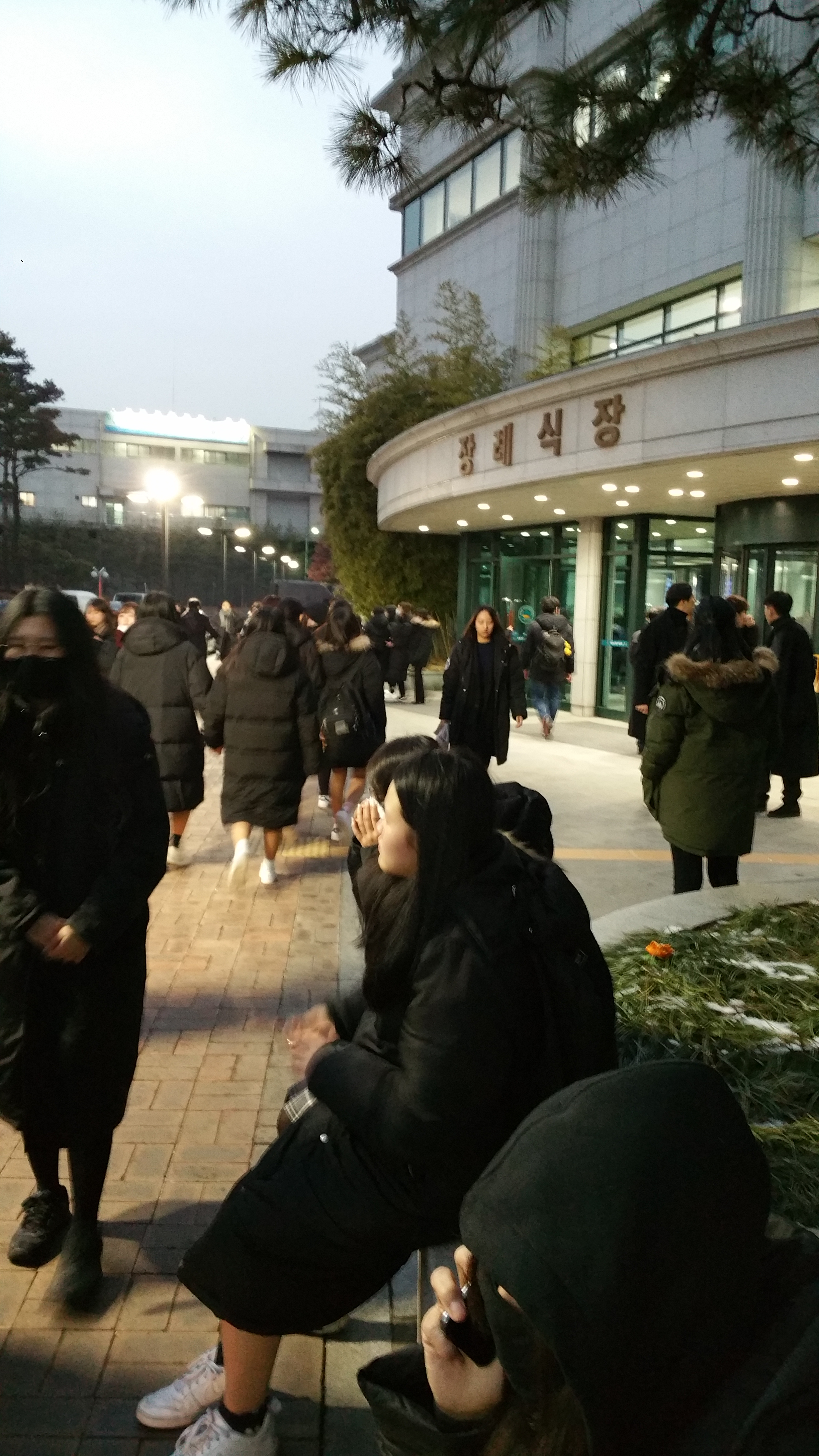
معجبين ينعون في قاعة جنازات مركز اسان الطبي 20 ديسمبر 2017

في ديسمبر 2017، قام جونغ هيون باستئجار شقة في تشونغدتم-دونغ في حي كانغنام في الجزء الجنوبي الشرقي لمدينة سول لمدة يومين، وقام بتسجيل دخوله إلى الشقة في 18 ديسمبر 2017 في الساعة 12 ظهراً (بتوقيت كوريا الجنوبية). لاحقاً في ذلك اليوم، في الساعة 4:42 عصراً، قامت كم سو دام، شقيقة جونغ هيون الكبرى، بإجراء مكالمة إلى مستجيبي الطوارئ للإبلاغ عن اعتقادها بأن شقيقها ينوي الانتحار لأنه أرسل لها عدة رسائل على كاكاوتالك تحتوي على «وداع أخير» و «قولي أنني أحسنت الصنع».
تم مشاهدته لآخر مرة في متجر بقالة بالقرب من شقته.
قامت الشرطة وعمال الإنقاذ بالعثور على جونغ هيون مغميًا عليه قرابة 6:10 مساءً، وتم نقله في حالة سكتة قلبية مباشرةً إلى مستشفى كونكوك الجامعي، حيث تلقى علاج إنعاش قلبي رئوي طارئ. لكن مع ذلك، فشل في استعادة الوعي وأعلن عن وفاته في المستشفى في حوالي الساعة 6:32 مساءً. يعتقد المحققون أنه توفي بسبب استنشاق إما أدخنة سامة أو دخان، لأنهم اكتشفوا فحم مضغوط محروق في مقلاة عند وصولهم الشقة. أفادت الشرطة أنه، بطلب من عائلة جونغ هيون، لن يتم تشريح الجثة، وأعلنوا أن وفاته هي بسبب عملية انتحار محتملة.
أقيمت جنازة جونغ هيون في قاعة جنازات مركز أسان الطبي في بونغنام-دونغ في سول ابتداءً من بعد ظهر 19 ديسمبر. حضر العديد من المشاهير مثل فتيان بانقتان وآي يو وغوون بو آه وغيرلز جينيريشن وإكسو، والعديد من المعجبين إلى الجنازة التي استمرت لثلاث أيام. بالإضافة إلى ذلك، قدم المعجبون الدوليون العزاء للمغني في جميع أنحاء العالم. في 21 ديسمبر، بعد انتهاء الجنازة العلنية، تم نقل جثمان جونغ هيون من المستشفى إلى جنازة خاصة حضرها فقط عائلته وأصدقاؤه المقربون، ومن ثم دفن في مكان سري.
موت جونغ هيون ربط بالاكتئاب من قبل وسائل إعلام مختلفة. عقب موت جونغ هيون، نشرت المغنية ناين 9 التابعة لفرقة دير كلاود على انستغرام رسالة انتحار جونغ هيون التي كتبها لها قبل يومين أو ثلاث من حفلة الموسيقي التي أقيمت في 9 ديسمبر. الرسالة تحدثت عن اكتئاب «ملتهم» ونضاله مع الشهرة. فزعت ناين 9 بهذه الرسالة وأوصتها وكالتها بأن تبقى على تواصل مع جونغ هيون. حاولت ناين 9 مساعدته لكنها فقط قامت «بتأخير وفاته» و «لم تتمكن من منعه».

### الأعقاب
تصدر الهاشتاج "#StayStrongShawols" و "#YouDidWellJonghyun" على تويتر بعد وفاة جونغ هيون، وظهر اسمه في 30 ديسبمبر 2017 على مخطط سوشيل 50 التابع لمجلة بيلبورد في المرتبة الثانية مع 425000 مشاهدة على ويكيبيديا، زيادة نسبة 17,974. فتحت وفاة جونغ هيون نقاشات حول الطبيعة القاسية والتنافسية لأعمال الترفيه في كوريا الجنوبية وبالإضافة إلى الصحة النفسية.
تصدرت أغنية جونغ هيون المنفردة «لونلي» قائمة متجر الإنترنت الموسيقي، ودخلت الأغنية مجدداً مخطط غاون الرقمي الوطني لكوريا الجنوبة وأحرزت المرتبة الأولى، وأحرز الألبوم التجميعي ستوري اوبي.2 المرتبة السابعة على مخطط غاون للألبومات. وأحرز أول ألبوم له شي اس على المرتبة الرابعة، وأحرزت الأغنية المنفردة والألبوم التجميعي على المرتبة السادسة في مخطط مبيعات الأغنية الرقمية العالمية لـبيلبورد والمرتبة الخامسة على مخطط بيلبورد العالمي للألبومات. وبالإضافة إلى ذلك، تم إعادة اصدر كتاب جونغ هيون سكلتون فلور وأصبح الأكثر مبيعًا عقب وفاته.
كان من المقرر عرض حلقة البرنامج المنوع نايت غوبلين التي ظهر فيها جونغ هيون في 24 ديسمبر 2017، لكن قررت قناة جي تي بي سي عدم عرضها. وكان من المقرر لفرقة شايني إقامة سلسلة حفلات موسيقية في اليابان في فبراير 2018، وبعد نقاش، قرر أعضاء الفرقة المتبقون إقامة الحفلات كما هو مخطط.

### النعي
نعى العديد من الموسيقيين والمتخصصين في صناعة الموسيقى في جميع أنحاء العالم وفاة جونغ هيون، وقد أشاد به زملائه إكسو و كم تاي يون من فرقة غيرلز جينيريشن و تي في أكس كيو، الذين من الوكالة ذاتها، في حفلاتهم الموسيقية. بالإضافة إلى ذلك، حضر الفنان إكسو ورد فلفت وسوبر جونيور وإن سي تي من وكالة إس إم إنترتينمنت عروض نهاية العام الموسيقية وهم يرتدون شرائط سوداء طرز عليها "R.I.P. JH" بلون الزبرجد.
خططت إذاعة إم بي سي إقامة بث تذكاري خاص لبرنامج جونغ هوين الإذاعي «إم بي سي بلو نايت» في 21 ديسمبر، لكن قرروا إلغاء قرار البث بسبب «الآثار الاجتماعية المحتملة التي قد تنتج لظهور صوت الفنان الراحل على الهواء مرة أخرى.» بالإضافة إلى ذلك، أحيت إس إم إنترتينمنت ذكرى وفاة جونغ هوين بإصدار «دير ماي فاميلي» كأغنية منفردة خيرية، والتي غناها جونغ هيون قبل وفاته مع فنانون آخرون من الوكالة. علاوةً على ذلك، صنعت إس إم إنترتينمنت نصبًا تذكاريًا لجونغ هيون في قاعة كوايكس إس إم ارتيوم في سول من 27 يناير إلى 30 أبريل 2018.

## الإرث الثقافي
كان جونغ هيون أول فنان شارك بشكل كبير في كتابة وتنظيم وتلحين ألبوم في إس إم إنترتينمنت، وكالة معروفة في صناعة البوب الكوري للحد من سيطرة فنانيها على إنتاج ألبوماتهم. أشارت كيم داهي من مجلة كوريا تايمز إلى جونغ هيون بأنه واحد من أربعة فناني البوب الكوري الذين تميزوا عن المطربين الآخرين في صناعة الطرب، الثلاثة الآخرون هم جي دراغون و زيكو من فرقة بي 1 إي 4 و جونغ جين يونغ، بـ«موهبتهم الاستثنائية في تأليف الأغاني والإنتاج والرقص، وبالإضافة إلى القدرات الأخرى تجعلهم موسيقيين ناجحين». كان نوع جونغ هيون الموسيقي يعتبر فريدًا من نوعه، وحظي على الثناء لكتابته وتأليفه لغالبية أغانيه الفردية. وقد ذكرته مجلة انسايت كوريا كأحد سبع أعضاء فرقة بدوا وكأنهم «ولدوا ليصنعوا موسيقى».

## فيلموغرافيا

### الأفلام
| السنة | العنوان         | الدور | ملاجظة                        | المرجع  |
| ----- | --------------- | ----- | ----------------------------- | ------- |
| 2012  | أنا             | نفسه  | فيلم سيرة ذانية من إس إم تاون | [ 141 ] |
| 2015  | مسرح إس إم تاون | نفسه  | فيلم وثائقي من إس إم تاون     | [ 142 ] |

### راديو
| السنة     | العنوان           | الدور      | المرجع                 |
| --------- | ----------------- | ---------- | ---------------------- |
| 2014-2017 | إم بي سي بلو نايت | مقدم راديو | [ 35 ] [ 143 ] [ 144 ] |

## ببليوغرافيا

### الكتب
| السنة | العنوان                                         | ردمك                  | المرجع  |
| ----- | ----------------------------------------------- | --------------------- | ------- |
| 2015  | سكلتون فلور: ثينغس ذات هاف بين رليزد اند ست فري | (ردمك 978-8996955481) | [ 145 ] |

## الحفلات

### الحفلات المنفردة
- The Story by Jonghyun 2015 [146]
- JONGHYUN – X – INSPIRATION 2016 [147]
- The Agit (The Letter) 2017 [148]
- INSPIRED 2017 [149]

## الجوائز

### الجوائز والترشيحات
| السنة | الجائزة                       | الفئة                | العمل المرشح   | النتيجة | المرجع  |
| ----- | ----------------------------- | -------------------- | -------------- | ------- | ------- |
| 2015  | جائزة إم بي سي للترفية        | جائزة التميز - راديو | راديو بلو نايت | فوز     | [ 150 ] |
| 2016  | جائزة القرص الذهبي            | قرص بونسانغ          | بايس           | فوز     | [ 151 ] |
| 2016  | جائزة إمنيت للموسيقى الآسيوية | أفضل مغني ذكر ‏       | —              | رُشِّح     | [ 152 ] |

## وصلات خارجية
- الموقع الرسمي
- كيم جونغ هيون على موقع IMDb (الإنجليزية)
- كيم جونغ هيون على موقع ميوزك برينز (الإنجليزية)
- كيم جونغ هيون على موقع ديسكوغز (الإنجليزية)
- كيم جونغ هيون على موقع ديسكوغز (الإنجليزية)
- كيم جونغ هيون على موقع قاعدة بيانات الفيلم (الإنجليزية)